# Adeline Roche
Pour les articles homonymes, voir Roche (homonymie).
Adeline Roche, mariée Martin, née le 16 juillet 1984 à Roanne, est une sportive française de haut-niveau, spécialiste de la course à pied et, plus récemment de la course de montagne et de l'ultra-trail. Arrivée sur cette discipline après de nombreuses années à pratiquer la course sur route, elle excelle rapidement dans cette discipline. Après plusieurs victoires sur trail, elle est sacrée championne de France de course de montagne puis quelques jours après, championne du monde de trail 2017.

## Biographie
Adeline Roche est une athlète spécialisée dans la course de fond et le cross. Elle remporte notamment les Interrégionaux Centre-Est de cross-country en 2006. En 2010, elle devient championne de France de marathon en finissant 1re Française du Marathon des Alpes-Maritimes. En 2013, elle monte sur le podium en finissant à la troisième place des championnats de France de 10 000 m.
En 2015, elle décide de se lancer dans le trail et décroche une seconde place en championnat de France derrière Christel Dewalle, championne de France en titre.
Après de multiples sélections en équipe de France d'athlétisme en junior et en sénior, elle relance sa carrière en 2017 en intégrant l'équipe de France de trail. Le 6 juin 2017 elle remporte les championnats de France de course de montagne puis, 6 jours plus tard, les championnats du monde de trail.
Lors des championnats du monde de course en montagne longue distance, elle emboîte le pas de sa compatriote Blandine L'Hirondel avant de prendre la tête de la course. Elle est doublée à mi-parcours par la Roumaine Cristina Simion. Elle décroche finalement la médaille d'argent et l'or par équipes.
Le 1er juin 2024, elle s'élance au départ de l'épreuve de trail aux championnats d'Europe de course en montagne et trail à Annecy. Elle effectue une solide course derrière ses compatriotes Blandine L'Hirondel et Clémentine Geoffray et remporte la médaille de bronze individuelle. Elle décroche l'or par équipes grâce à un podium 100 % français.

## Palmarès
2017 Victoires : 
- Championnat du monde de trail (Badia Prataglia, Italie)
- Championnat du France de course de montagne
- Skyrace des Matheysins (1re féminine, 20e au scratch)
- La Rivatière - 15 km (1re féminine, 2e au scratch)
- Trail du Ventoux - 46 km (1re féminine, 30e au scratch)
- Trail des Lucioles - 30 km (1re féminine, 26e au scratch)

2016 Victoires : 
- Sainté Trail Urbain - 31 km (1re féminine, 9e au scratch)
- Trail de la Vallée des Lacs - 28 km (1re féminine, 17e au scratch)

2015 Victoires :
- 10 km de Tournon 1re féminine, (45e au scratch)
- Sainté Trail Urbain - 16 km (1re féminine, 8e au scratch)
- 10 km La Provence 2015 (1re féminine, 61e au scratch)
- Trail de Faverges Icebreaker - Trail des Sources du Lac (1re féminine, 25e au scratch)
- Semi-Marathon de Bourg en Bresse (1re féminine, 21e au scratch)

## Résultats
| no  | féminin            | Course                                                      | Longueur | Départ           | Temps           |
| --- | ------------------ | ----------------------------------------------------------- | -------- | ---------------- | --------------- |
| 31e | Médaille de bronze | Championnats du monde de trail                              | 85 km    | 29 octobre 2016  | 9 h 47 min 38 s |
| 13e | Médaille d'or      | The Rut 50K                                                 | 50 km    | 3 septembre 2017 | 6 h 13 min 56 s |
| 39e | Médaille d'or      | Championnats du monde de trail                              | 85 km    | 12 mai 2018      | 9 h 55 min 00 s |
| 44e | Médaille d'argent  | Championnats du monde de course en montagne longue distance | 41,5 km  | 16 novembre 2019 | 3 h 51 min 56 s |
| 31e | Médaille d'argent  | Grand Trail des Templiers                                   | 80,2 km  | 22 octobre 2023  | 8 h 4 min 6 s   |
| 18e | Médaille d'or      | Trail du Ventoux                                            | 37 km    | 10 mars 2024     | 3 h 57 min 19 s |
| 44e | Médaille de bronze | Championnats d'Europe de trail                              | 58 km    | 1er juin 2024    | 5 h 56 min 44 s |
| 30e | Médaille d'argent  | SaintéLyon                                                  | 82 km    | 30 novembre 2024 | 7 h 10 min 33 s |
| 28e | Médaille d'or      | Trail du Ventoux                                            | 46 km    | 9 mars 2025      | 4 h 46 min 59 s |
| 20e | Médaille d'or      | Grand Raid Ventoux by UTMB - 50K                            | 49 km    | 26 avril 2025    | 4 h 19 min 51 s |

### Championnats du monde de trail
| Épreuve / Édition | Annecy-le-Vieux 2015 | Gerês 2016 | Badia Prataglia 2017 | Peñagolosa 2018 |
| ----------------- | -------------------- | ---------- | -------------------- | --------------- |
| Résultat final    | —                    | —          | Or                   | 7e              |

Légende :
- : première place, médaille d'or
- : deuxième place, médaille d'argent
- : troisième place, médaille de bronze
- — : n'a pas participé à cette épreuve

## Records
- Marathon: 2 h 38 min 31 s (2010)[8]
- Semi-marathon: 1 h 16 min 11 s (2015)
- 10 000 m : 36 min 22 s 12 (2013)
- 5 000 m : 16 min 43 s 39 (2004)
- 3 000 m : 9 min 42 s 31 (2005)
- 1 500 m : 4 min 37 s 76 (2003)